# Ulica Stanisława Dubois w Kołobrzegu
Ulica Stanisława Dubois w Kołobrzegu – ulica w śródmieściu Kołobrzegu

## Historia
Uliczka o rodowodzie średniowiecznym. Pierwotnie znajdującą się na podwalu przy gotyckich murach miasta. W przeszłości przy jej skrzyżowaniu z ulicą Armii Krajowej znajdowała się Brama Panewników zwana Portową lub Ujście.
W czasie walk o miasto w 1945 roku zabudowa ulicy została prawie całkowicie zniszczona. Ostało się tylko kilka domów. W latach 60. XX wieku jedna z pierzei została odbudowana w stylu historycznym nawiązującym do przedwojennej zabudowy Kołobrzegu. Po drugiej stronie ulicy urządzono natomiast park miejski.
Przy ulicy Dubois na niewielkim skwerku znajduje się jedyny obiekt średniowiecznego systemu obronnego miasta, który przetrwał do dziś w całości - baszta Lontowa.